# 背中の曲がった男
「背中の曲がった男」（せなかのまがったおとこ、The Crooked Man）は、イギリスの小説家、アーサー・コナン・ドイルによる短編小説。シャーロック・ホームズシリーズの一つで、56ある短編小説のうち20番目に発表された作品である。イギリスの「ストランド・マガジン」1893年7月号、アメリカの「ハーパーズ・ウィークリー」1893年7月8日号に発表。同年発行の第2短編集『シャーロック・ホームズの思い出』(The Memoirs of Sherlock Holmes) に収録された。
新潮文庫旧版での題名は「かたわ男」。

## あらすじ
インドで活躍したイギリス軍の将校、ジェームズ・バークレー大佐の怪死についてシャーロック・ホームズが調査する。
大佐の死体はモーニングルームという、庭に出られる部屋で発見された。事件のあった晩、夫人がモーニングルームに入り、女中にお茶を持ってくるように頼む。その間に大佐が帰ってきたのだが、お茶を持ってきた女中が、部屋には鍵がかけられ、大佐と夫人が激しく口論しているのを聞く。女中は料理女と馭者を呼びに行ったが、まだ激しい口論は続いていた。突然、恐ろしい男の叫び声とガシャンという音、そして女の悲鳴が聞こえたので、馭者は外から部屋に入り、大佐が頭から血を流して死んでいてその横で夫人が気を失って倒れていたのが発見される。
警察は夫人を第一容疑者として捜査を開始するが、使用人たちは口論中に夫人が「デービッド！」と叫ぶのを聞いており、「デービッド」なる男が事件にかかわっているのではないかという可能性も浮上していた。そういった疑問を含めてホームズが調査したところ、夫人が事件の起こった夜、ある背の曲がった男と会っていたという事実を、夫人といっしょに外出したモリソン嬢から聞き出す。その男に会ったことで、バークレー夫人が急に夫を憎むようになったのだろうと推理し、ホームズはその男、ヘンリー・ウッドを探し出す。ホームズはワトソンを連れてヘンリーに会い、事件の真相を聞き出す。
その後警察の方でも解剖学的な結果が発表され、怪死の真相がヘンリーの説明通りだったことが分かったが、ここまで来てもワトソンは夫人の言う「デービッド」が何者なのかわからずホームズに質問すると、ホームズはそれが誰なのかについて説明した。

## 備考
劇中冒頭でホームズが「Elementary（初歩的なことだ）」という発言をするが、これをウィリアム・ジレットが脚色と出演を務めたホームズの舞台で「Elementary, my dear Watson. （初歩的なことだよ、ワトソン君）」という台詞に改変され、ベイジル・ラスボーンが多用したことでホームズの決め台詞として定着した。ちなみにグラナダ版ではストーリー改変に伴ってこのシーンがカットされ、代わりに終盤で追加されたオリジナルシーンで、ワトソンからホームズにこの台詞が向けられている。